# Влошаново
Влошаново (пол. Włoszanowo, нім. Wloschanowo, 1939-45: Blessin) — село в Польщі, у гміні Яновець-Велькопольський Жнінського повіту Куявсько-Поморського воєводства.
Населення — 256 осіб (2011).
У 1975-1998 роках село належало до Бидгощського воєводства.

## Демографія
Демографічна структура станом на 31 березня 2011 року:
|          | Загалом | Допрацездатний вік | Працездатний вік | Постпрацездатний вік |
| -------- | ------- | ------------------ | ---------------- | -------------------- |
| Чоловіки | 130     | 24                 | 90               | 16                   |
| Жінки    | 126     | 13                 | 80               | 33                   |
| Разом    | 256     | 37                 | 170              | 49                   |